# Terrorisme en 2025
Chronologie du terrorisme
- 2021
- 2022
- 2023
- 2024
- 2025
- 2026
- 2027
- 2028
- 2029

Cet article comprend une liste non exhaustive d'attentats et attaques notables ayant eu lieu dans le monde en 2025, dans l'ordre chronologique, qu'ils aient été ou non meurtriers.

## Événements

### Janvier
- États-Unis : le 1er janvier, une attaque à la voiture bélier survint lors des célébrations du Nouvel An à la Nouvelle-Orléans. L'attaque fait au moins 14 morts et 34 blessés. Le suspect est abattu après une fusillade avec les forces de l'ordre au cours de laquelle 2 policiers sont blessés. Le maire de la ville, LaToya Cantrell, et le FBI qualifie l'attaque de terroriste. Le terroriste est un citoyen américain de 42 ans, il était porteur d'un drapeau de Daech au moment de l'attaque. Deux engins explosifs ont été retrouvés et désamorcés dans la voiture et aux alentours du lieu de l'attaque[1],[2].
- Cisjordanie occupée : Le 6 janvier, des terroristes palestiniens ouvrent le feu sur des véhicules israéliens circulant entre 2 colonies près de Kedumim, faisant 3 morts et 8 blessés[3].
- Israël : Le 21 janvier, une attaque au couteau fait au moins 4 blessés dont un grave à Tel-Aviv. Le suspect, un ressortissant étranger, est tué par une policière hors service[4],[5].

### Février
- Allemagne : Le 13 février, un attentat à la voiture bélier a lieu à Munich, lors d'un cortège syndical. L'attaque fait 2 morts et 37 blessés dont 16 graves. L'auteur est un demandeur d'asile afghan, connu pour des délits de droit commun. Il est arrêté après que la police ait immobilisé son véhicule en lui tirant dessus[6],[7].
- Autriche : Le 15 février, une attaque au couteau fait 1 mort et 5 blessés dont 2 graves à Villach en Carinthie. L'auteur est un demandeur d'asile syrien de 23 ans, en lien avec l'État Islamique. Il a été arrêté grâce un livreur de repas syriens qui l'a percuté avec son deux roues[8].
- Allemagne : Le 21 février, un homme poignarde et blesse grièvement un touriste espagnol au Mémorial de l'Holocauste à Berlin. L'assaillant, un réfugié syrien, aurait mûri depuis plusieurs semaines le projet de tuer des juifs, selon les autorités allemandes[9].
- France : Le 22 février, une attaque au couteau fait 1 mort et 3 blessés à Mulhouse. L'auteur est un Algérien faisant l'objet d'une OQFT (obligation de quitter le territoire français). Le président Emmanuel Macron qualifie l'attaque comme acte terroriste[10].

### Mars
- Israël : Le 3 mars, une attaque au couteau fait au moins 1 mort et 4 blessés à la gare routière d'Haifa. L'assaillant, un druze israélien est tué[11].
- Israël : Le 24 mars, une attaque à la voiture bélier suivit d'une fusillade tue une personne et en blesse une autre près d'Haïfa. L'assaillant est neutralisé par la police des frontières[12].

### Avril
- Inde : Le 22 avril, 28 touristes sont tués et au moins 20 blessés dans une fusillade à Pahalgam au Cachemire indien. Cette attentat relance une nouvelle crise entre l'Inde et le Pakistan[13].

### Mai
- États-Unis : Le 18 mai une voiture piégée explose devant un centre de fécondation in vitro à Palm Springs faisant 1 mort (le suspect) et 4 blessés. Le FBI qualifie l'attaque d'attentat "antinataliste"[14].
- États-Unis : Le 21 mai, 2 employés de l'ambassade israélienne aux États-Unis sont tués dans une fusillade près du musée juif de Washington par un individu se revendiquant de la cause palestinienne. L'assaillant est arrêtés peu après les faits[15].
- France : Le 31 mai, un homme ouvre le feu sur des travailleurs étrangers à Puget-sur-Argens, tuant un homme de 35 ans de nationalité tunisienne et blessant un autre homme de 25 ans de nationalité turque. Le suspect est un homme de 54 ans, qui a annoncé dans un manifeste vidéo raciste et xénophobe, vouloir tuer des étrangers. Puis dans une autre vidéo il revendique son acte, et tient un discours hostile à l'immigration. visant "à terroriser la population". Il est arrêté par le GIGN d'Orange, porteur de nombreuses armes dont un fusil à pompe des pistolets mitrailleurs et des armes de poings. Le 2 juin, le PNAT se saisit de l'enquête[16],[17].

### Juin
- États-Unis : Le 1er juin, à Boulder, dans le Colorado, un homme utilise un lance-flammes artisanal et jette un engin incendiaire dans la foule lors d'une manifestation en soutien aux otages israéliens à Gaza. L'attaque fait 6 blessés dont un grave, l'assaillant est blessé et arrêté. Le FBI qualifie l'attaque de terroriste[18].
- Syrie : Le 22 juin, dans une église de Damas, un kamikaze de l'Etat islamique ouvre le feu et se fait exploser parmi les fidèles faisant 22 morts et 63 blessés[19].